# Hetelde
Koordinaten: 52° 1′ 48″ N, 10° 30′ 18″ O
Hetelde ist eine Wüstung in der Feldmark der Ortschaft Gielde in der Gemeinde Schladen-Werla im Landkreis Wolfenbüttel, Niedersachsen.

## Geografie
Die Wüstung liegt etwa 1,2 Kilometer südöstlich der Gielder Dorfkirche auf dem Hetelberg, einer Anhöhe zwischen Harly und Oderwald.

## Geschichte

### Ortsname
Folgende Namensformen werden für Hetelde erwähnt:
- 1285–86/1299: Hetlede
- 1299: Hetledhe
- 1303: Hetle
- ab 1395: Hetelde

Durch die späte Überlieferung ist eine Namensdeutung schwer: Das durch Metathese verdunkelte Bestimmungswort kann sowohl -ede als auch -lede bedeuten. Wahrscheinlich ist ein Bezug zu urgermanisch *haþ- „Hügel“ und *hliþō „Seite, Halde, Hügel, Geländeabhang“, das sich auf die Lage Heteldes auf einem Bergsporn beziehen würde.

### Ortsgeschichte
Zeugnisse zur Besiedlung der Ortschaft wurden am Osthang des Hetelberges ergraben, die auf eine Hauptbesiedlungszeit vom 1. bis 7. Jahrhundert nach Christus deuten. Im Zeitraum bis zum Wüstfallen im 13./14. Jahrhundert wurden die Häuser immer wieder an anderer Stelle errichtet, sodass sich eine starke Streuung des Siedlungsraums ergibt.